# Albrechtsbrunnen (Wien)

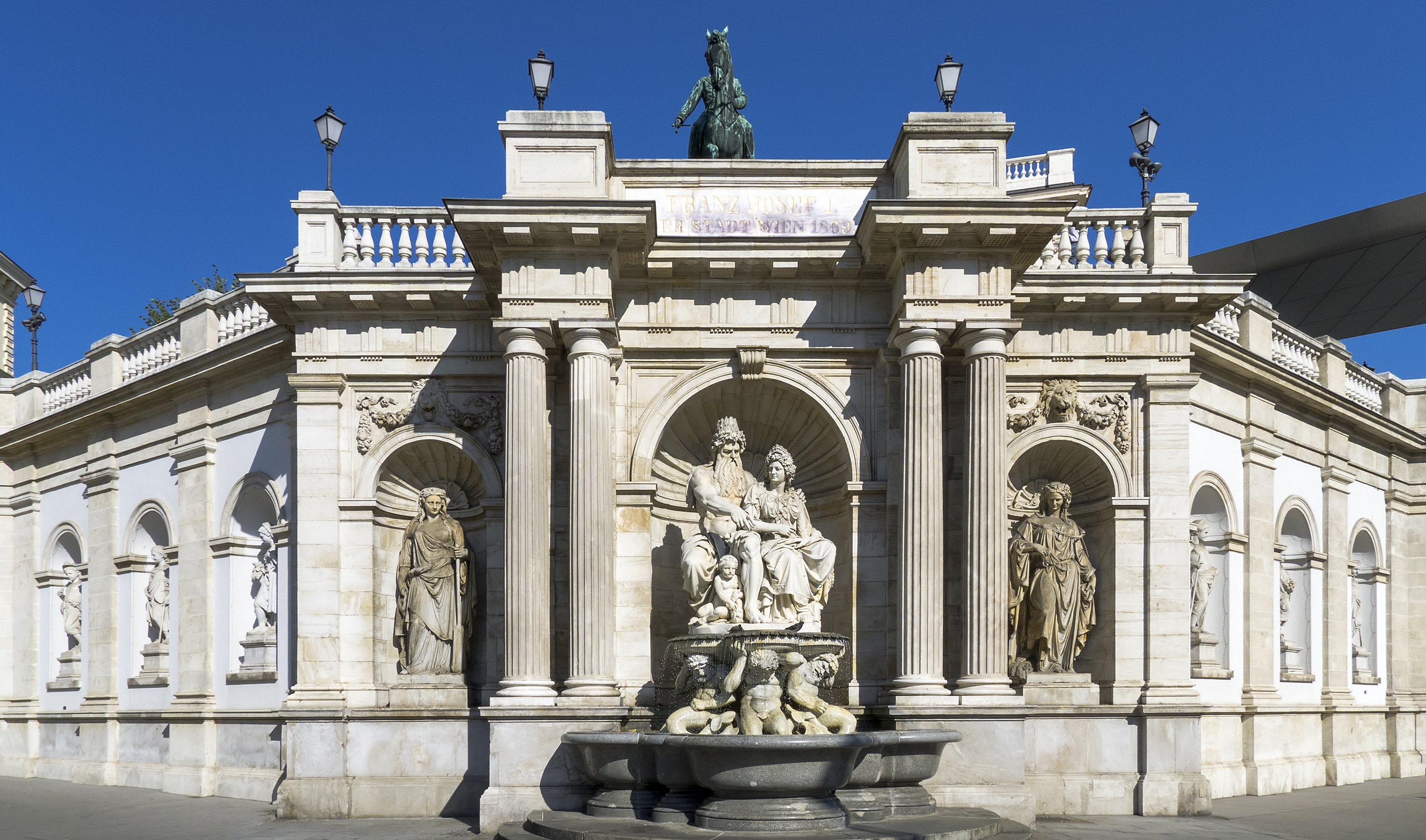
Albrechtsbrunnen, auch bekannt als Danubiusbrunnen

Der Albrechtsbrunnen, auch bekannt als Danubiusbrunnen, ist ein Brunnen im 1. Wiener Gemeindebezirk, der  Inneren Stadt. Er befindet sich an der Augustinerbastei und trägt seinen Namen nach Feldmarschall Erzherzog Albrecht von Österreich-Teschen, der das Gebäude der heutigen Albertina (siehe Albertinaplatz) auf der Bastei, das Palais Erzherzog Albrecht, damals bewohnte.

## Lage

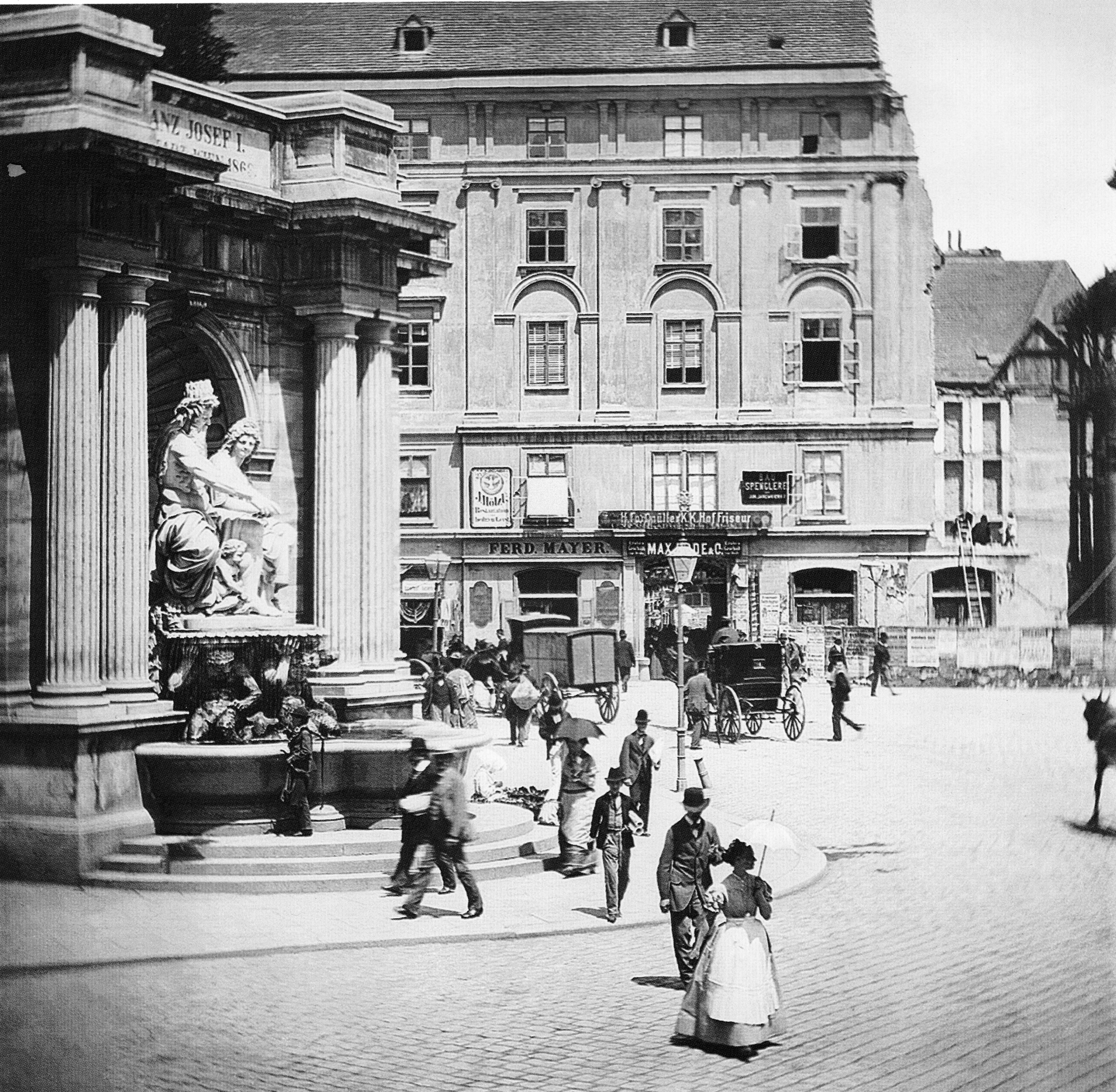
Der Albrechtsbrunnen, dahinter das bis 1875 abgerissene Bürgerspitalzinshaus

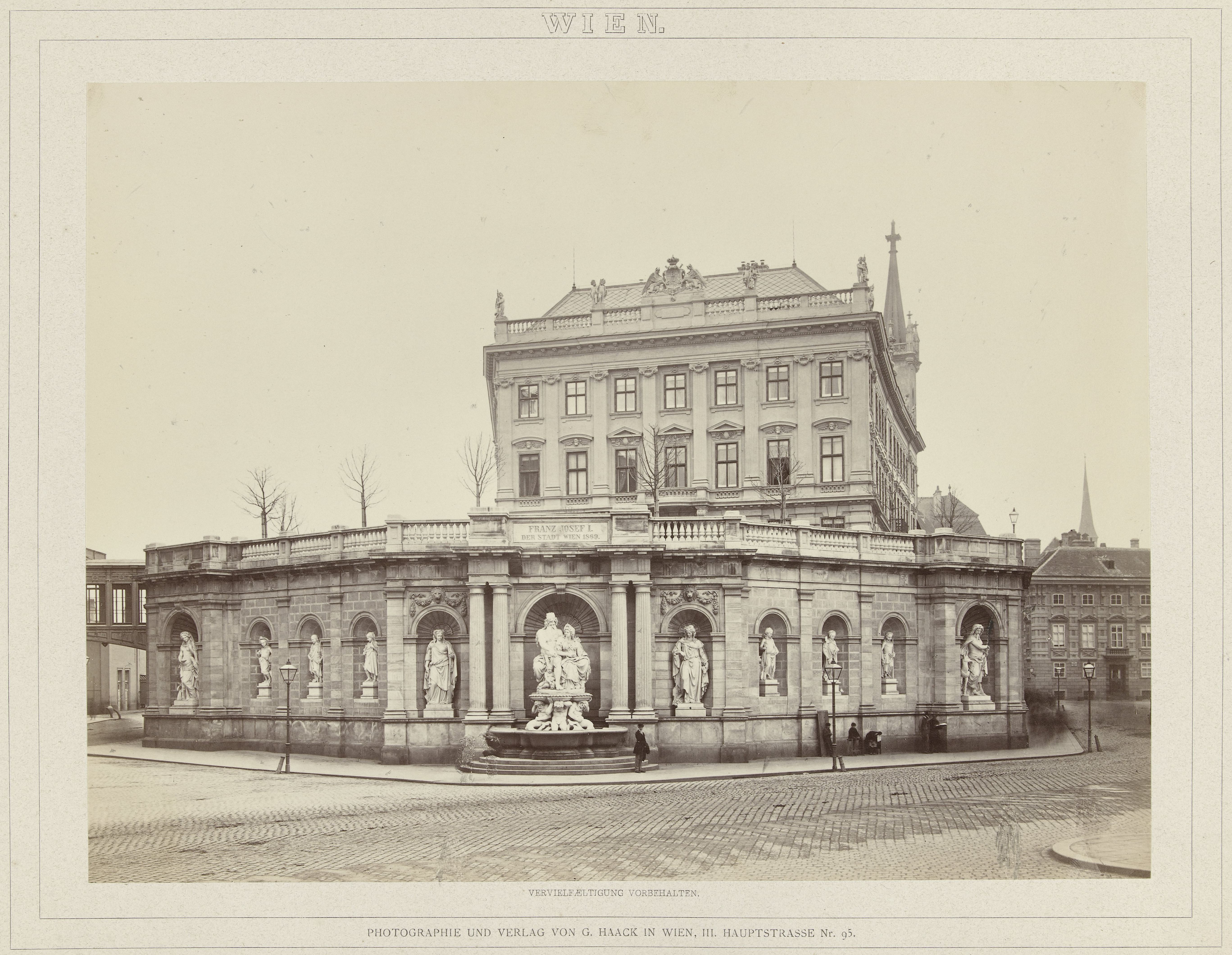
Der Albrechtsbrunnen und das Palais Erzherzog Albrecht um 1880

Der Brunnen wurde vom Wiener Stadterweiterungsfonds, einem staatlichen Fonds, der durch den Verkauf von Bauplätzen im Zuge der 1857 begonnenen Stadterweiterung zu Geld kam und damit Repräsentationsbauwerke zu finanzieren hatte, erbaut. Er wurde hinter der Hofoper (heute Staatsoper) errichtet, deren Bau 1861 begonnen hatte. Dort befindet sich die Augustinerbastei der ehemaligen Wiener Stadtmauer, auf der (als Flügel der Hofburg) das Palais Erzherzog Albrecht thront, Standort der heutigen Albertina.

## Dargestellte Flüsse

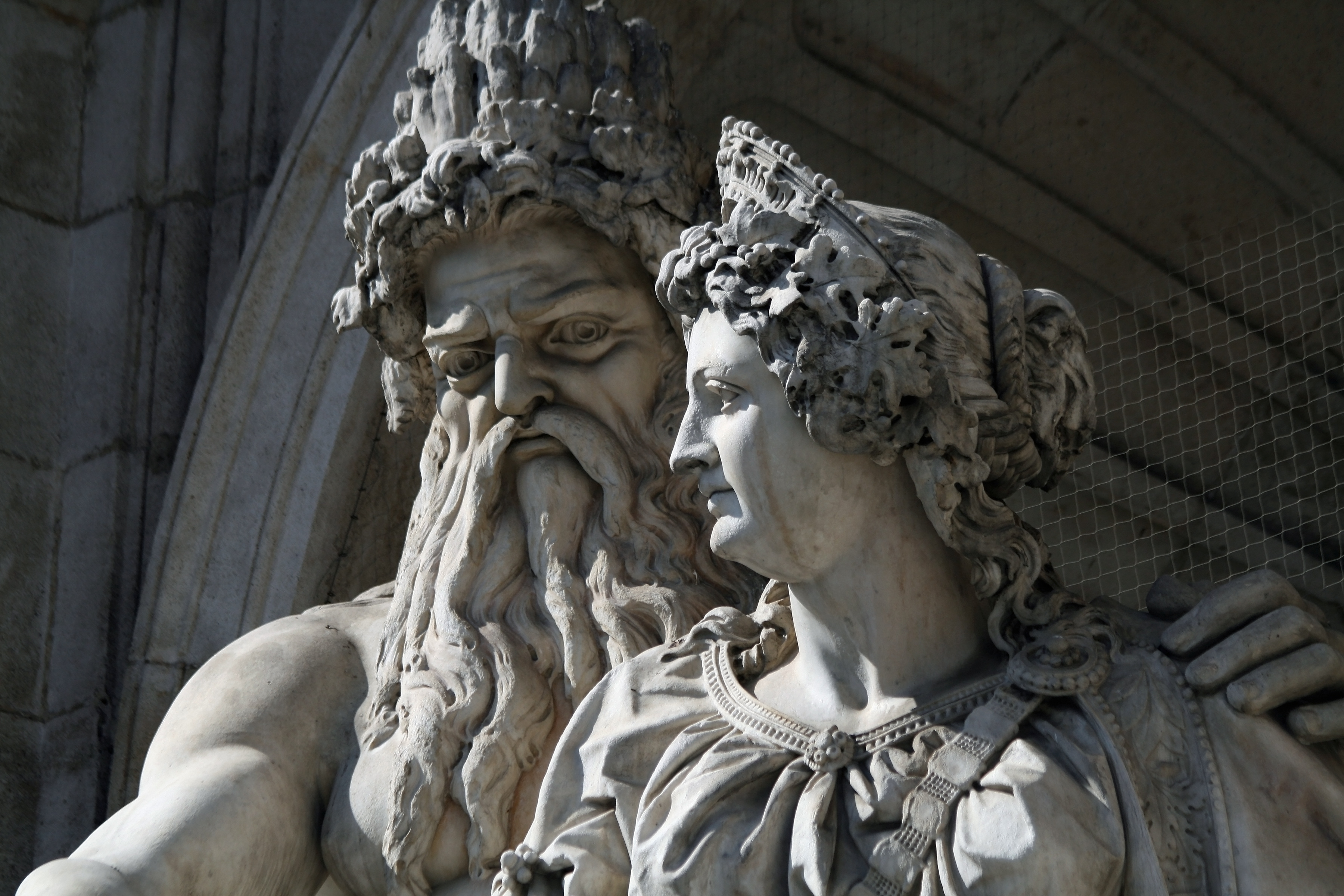
Detailansicht: Danubius und Vindobona

Neben der allegorischen Darstellung der Beziehung zwischen der Stadt Wien (Vindobona) und dem Donaustrom (Danubius) wurden auch die Flüsse Inn (Skulptur heute im Burggarten), Save, Drau (Skulptur heute im Burggarten), Theiß, Mur, Salzach, March, Raab, Enns und Traun dargestellt, um die Macht und Größe Österreich-Ungarns zu präsentieren.

## Geschichte
Der Bau des Brunnens auf dem heutigen Straßenniveau, also quasi unter der Bastei, begann am 24. Juli 1864, die Enthüllung fand am 24. Dezember 1869 statt; sieben Monate vorher hatte die Hofoper in ihrem neuen Haus den Betrieb aufgenommen. Anlässlich der Enthüllung des Brunnens wurden die Brunnenfiguren der Stadt Wien geschenkt.
Das Palais Erzherzog Albrecht ging auf Grund des Habsburgergesetzes 1919 in Staatseigentum über, die Hofoper wurde zur Staatsoper.
Bei einem Bombenangriff auf Wien am 12. März 1945 wurde der Brunnen schwer beschädigt. Die Wiederherstellung nach dem Zweiten Weltkrieg erfolgte in stark verkleinerter Form; so wurde die ursprünglich befahrbare Rampe von der Augustinerstraße auf die Bastei zu einer Stiege verkürzt. Am Brunnenstandort verblieben lediglich Danubius und Vindobona, die Hauptfiguren, und die Allegorien von Save und Theiß. Diese wurden mit Gemeinderatsbeschluss vom 25. Oktober 1952 dem Bund geschenkt, um die Erhaltungskosten aus dem Gemeindebudget zu bekommen.
Die allegorischen Darstellungen der Flüsse Enns, Mur, Raab, Salzach und Traun gelangten in den Schlosspark von Wieselburg an der Erlauf (Niederösterreich), die Drau kam nach Greifenburg an der Drau (Kärnten) und der Inn nach Wiener Neustadt (Niederösterreich). Die March ist verschollen. Die Mauernischen, in denen sie aufgestellt waren, wurden zugemauert.
Um den Albrechtsbrunnen restaurieren zu können, bemühte sich die Stadt Wien um die Rückgabe der im Land zerstreuten Figuren, was in den Jahren 1985 und 2001 / 2002 auch gelang. Die verschollene Figur der  March wurde durch eine Kopie ersetzt. Im Zuge der Neugestaltung des Eingangsbereiches der Albertina musste der Inn um das Jahr 2000 einer Rolltreppe weichen, und um die Symmetrie der Brunnenanlage zu wahren, wurde auch die an der Hanuschgasse befindliche Drau von ihrem Standort entfernt. Beide Figuren stehen jetzt im benachbarten Burggarten neben dem Schmetterlinghaus.

## Architektur

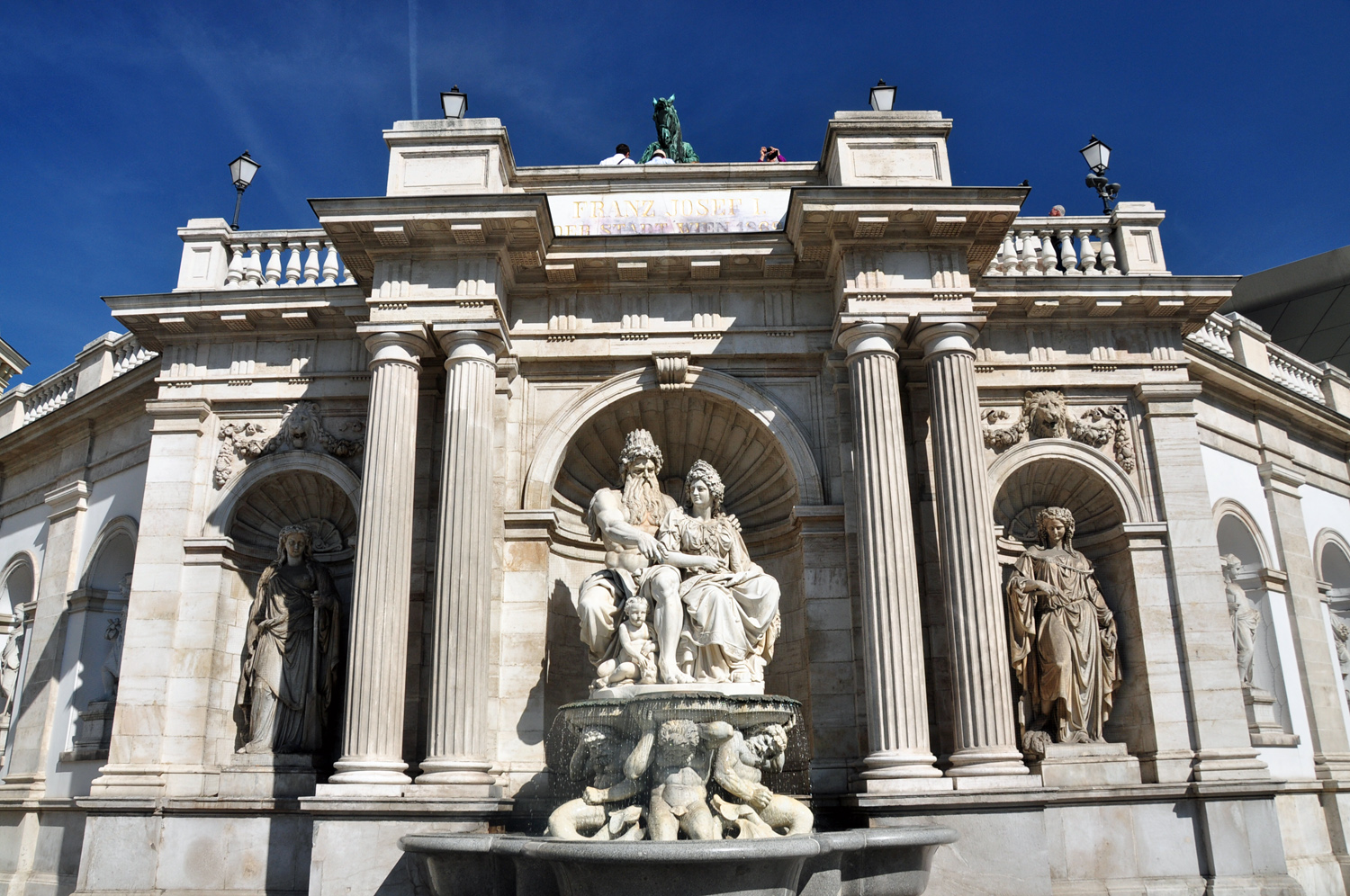
Frontansicht

Die Architektur des als Wandbrunnen errichteten Albrechtsbrunnens stammt von Moritz von Löhr, die Allegorien schuf Johann Meixner aus weißem Carraramarmor. Das Brunnenbecken selbst wurde aus Mauthausener Granit (Oberösterreich) gefertigt. Die kannelierten Doppelsäulen zu beiden Seiten des Hauptbrunnens sind aus dem Kreidekalk von Aviano bei Pordenone in Italien, zur Zeit des Baubeginns noch im österreichischen Kronland Venetien gelegen. Die Balustrade der Rampe ist aus Untersberger Marmor (Kronland Salzburg), die Sockel- und Deckplatten sind aus Zeindler Stein, einem harten Kaiserstein aus Kaisersteinbruch (damals Ungarn, heute Burgenland).
Die Darstellung von Danubius und Vindobona symbolisiert das gespannte Verhältnis zwischen dem Strom und der Stadt – der wilde Gesichtsausdruck des Danubius erinnert an Hochwasser und Eisstöße, die die Stadt immer wieder heimsuchten, die Hand des Danubius auf der Schulter von Vindobona zeigt aber auch dessen guten Seiten.